# بیرون از سوی کم‌عمق
بیرون از سوی کم‌عمق (به انگلیسی: Out of the Shallow End) یک دمو از گروه هارد راک ام کنسپیریسی است که در آگوست ۲۰۰۷ منتشر شد. این دمو شامل چهار آهنگ است که به گفتهٔ جیسون گانگ جونز این آهنگ‌ها با مقداری تغییر در آلبوم بعدیشان ظاهر خواهد شد.

## فهرست آهنگ‌ها
۱- غیبت
۲- دوردست
۳- درست سر وقت
۴- از کار افتاده
۲- Far
۳- Right On Time
۴- Down

## دانستنی‌ها
آهنگ درست سر وقت در بازی پرطرفدار دبلیو دبلیو ای اسمکداون در مقابل راو ۲۰۰۸ مورد استفاده قرار گرفت.

## پدیدآورندگان
- جیسون گانگ جونز – آواز
- براین دیمیر – گیتار لید، هم‌آوازی
- کلینت کمپبل – ریتم گیتار، هم‌آوازی
- کنی هارلسون – گیتار بیس
- دین اندریس – درامز